# HD 220406
HD 220406，又名BD-00 4509，SAO 128156、HR 8897，是一颗恒星，视星等为6.31，位于銀經81.72，銀緯-55.38，其B1900.0坐标为赤經23h 18m 24.1s，赤緯-0° -55.38′ 30″。